# オスマール・ブラボ
オスマール・ブラボ・アマドール（Osmar Bravo Amador、1984年11月1日 - ）は、ニカラグアの男子アマチュアボクシング選手である。ヌエバ・ギネア出身。2012年ロンドンオリンピックライトヘビー級（81kg）ニカラグア代表
ロンドン五輪米大陸予選でベスト4に入り五輪初出場を決めた。ニカラグアからのオリンピックボクシング出場は1992年バルセロナ大会のマリオ・ロメロ以来となる。本大会では初戦でモンテネグロのボシュコ・ドラシュコヴィッチを破るが、 次戦でウクライナのオレクサンドル・グウォジクに敗れる。